# گرته راینوالد
گرته راینوالد (آلمانی: Grete Reinwald; ۲۵ مهٔ ۱۹۰۲ – ۲۴ مهٔ ۱۹۸۳) بازیگر تئاتر و بازیگر سینما اهل آلمان بود. وی بین سال‌های ۱۹۱۴ تا ۱۹۵۷ میلادی فعالیت می‌کرد.
از فیلم‌ها یا برنامه‌های تلویزیونی که وی در آن نقش داشته‌است می‌توان به ویلیام تل، ترور و سنگ‌دل اشاره کرد.